# Magstatt-le-Haut
Magstatt-le-Haut is een gemeente in het Franse departement Haut-Rhin in de regio Grand Est en maakt deel uit van het arrondissement Mulhouse. De gemeente telde 307 inwoners op 1 januari 2022.

## Geschiedenis
Magstatt-le-Haut maakte deel uit van het kanton Sierentz tot het op 22 maart 2015 werd opgeheven en de gemeenten werden opgenomen in het kanton Brunstatt, die sinds 2021 kanton Brunstatt-Didenheim heet.

## Geografie
De oppervlakte van Magstatt-le-Haut bedraagt 3,91 vierkante kilometer; Op 1 januari 2022 was de bevolkingsdichtheid 78,5 inwoners per km².
De onderstaande kaart toont de ligging van Magstatt-le-Haut met de belangrijkste infrastructuur en aangrenzende gemeenten.

## Demografie
Onderstaande figuur toont het verloop van het inwonertal.
Bartenheim · Brinckheim · Bruebach · Brunstatt-Didenheim · Dietwiller · Eschentzwiller · Flaxlanden · Geispitzen · Helfrantzkirch · Kappelen · Kembs · Kœtzingue · Landser · Magstatt-le-Bas · Magstatt-le-Haut · Rantzwiller · Schlierbach · Sierentz · Steinbrunn-le-Bas · Steinbrunn-le-Haut · Stetten · Uffheim · Wahlbach · Waltenheim · Zaessingue · Zillisheim · Zimmersheim